# Oliveriana ecuadorensis
Oliveriana ecuadorensis är en orkidéart som beskrevs av Dodson. Oliveriana ecuadorensis ingår i släktet Oliveriana och familjen orkidéer. Inga underarter finns listade i Catalogue of Life.